# Nézel
Nézel là một xã thuộc tỉnh Yvelines, trong vùng Île-de-France, Pháp, située à 12 km về phía đông nam de Mantes-la-Jolie.
Người dân địa phương trong tiếng Pháp gọi là Nézellois.
Nézel là xã có diện tích nhỏ nhất trong các xã tại tỉnh Yvelines. Các xã giáp ranh là: Aubergenville về phía đông bắc và về phía đông, Aulnay-sur-Mauldre về phía nam, La Falaise về phía tây và Épône về phía tây bắc và phía bắc.